# Stop Lipowitza
Stop Lipowitza – niskotopliwy stop metali o składzie wagowym ok.:
- bizmut 50%
- ołów 27%
- cyna 13%
- kadm 10%

Jego temperatura topnienia wynosi ok. 70–74 °C, a gęstość w 20 °C 9,4 g/cm3. Przy składzie 50% Bi, 26,7% Pb, 13,3% Sn i 10% Cd osiąga punkt eutektyczny o temperaturze 70 °C. Jest bardzo plastyczny. Podczas krzepnięcia i przez kolejną godzinę zwiększa swoją objętość. Z powodu zawartości kadmu jest szkodliwy dla zdrowia.
Stosowany jest w radioterapii do wykonywania osłon ochronnych przed promieniowaniem. Wykorzystywany jest też do przejściowego wypełniania cienkościennych elementów samochodów i samolotów przed ich zginaniem lub innym formowaniem podczas produkcji, zapobiegając zapadaniu się zginanych ścianek. Po uformowaniu element zanurza się w gorącej wodzie, w której stop Lipowitza topi się, co umożliwia jego łatwe usunięcie.